# Alseis noccundraensis
Alseis noccundraensis är en insektsart som beskrevs av Stevens 1991. Alseis noccundraensis ingår i släktet Alseis och familjen dvärgstritar. Inga underarter finns listade i Catalogue of Life.